# Fistulidia simplex
Fistulidia simplex är en insektsart som beskrevs av Nielson 1988. Fistulidia simplex ingår i släktet Fistulidia och familjen dvärgstritar. Inga underarter finns listade i Catalogue of Life.